# 1. Fußball-Club Köln 01/07 2023-2024
Questa voce raccoglie le informazioni riguardanti il 1. Fußball-Club Köln 01/07  nelle competizioni ufficiali della stagione calcistica 2023-2024.

## Stagione
Per il Colonia, la stagione 2023-24 è la quinta in massima serie tedesca dopo la promozione ottenuta nel 2018-19, e la terza sotto la guida del tedesco Steffen Baumgart.
L'avvio in campionato si rivela estremamente deludente, in quanto la squadra ottiene un solo punto (maturato dal pareggio per 1-1 contro l'Eintracht Francoforte) nelle prime sette partite di lega. La prima vittoria la ottiene nella giornata successiva, un 3-1 contro il Borussia M'gladbach. La slavina, però, è ormai evidente: le vittorie sono ormai sporadiche, e l'altra vittoria nel girone d'andata la si ottiene per 1-0 contro il Darmstadt, il 1* dicembre. Il 31 dello stesso mese, l'allenatore Baumgart viene esonerato dopo che il Colonia s'inchioda al diciassettesimo posto di lega, mentre in Coppa di Germania, dopo aver vinto il primo turno contro l'Osnabrück per 3-1 ai supplementari, viene eliminato dal Kaiserslautern per 3-2 in quello successivo.
A Baumgart subentra il connazionale Timo Schultz, ma le cose non migliorano affatto: in lega riesce a salire di una sola posizione, in zona play-out retrocessione, una risalita temporanea e ravvivata da tre sole vittorie, tutte in casa, contro il Francoforte per 2-0, il Bochum per 2-1 e l'Union Berlino per 3-2 alla penultima giornata di campionato. In quel momento, a 27 punti e a -3 dagli stessi berlinesi, il Colonia, ancora diciassettesimo, si trova ad affrontare i neopromossi dell'Heidenheim, una delle rivelazioni di questa stagione, e oltre che a vincere deve sperare che l'Union perda contro il Friburgo. Ma entrambe le speranze si infrangono miseramente: il club capitolino vince la sua partita, ma soprattutto il Colonia perde 4-1 e come conseguenza viene retrocesso direttamente in Zweite Bundesliga.

## Divise e sponsor
| Casa | Trasferta | Terza divisa |

## Rosa
In corsivo i calciatori ceduti durante la stagione 
| N. |                      | Ruolo | Calciatore        |
| -- | -------------------- | ----- | ----------------- |
| 1  | Germania (bandiera)  | P     | Marvin Schwäbe    |
| 2  | Germania (bandiera)  | D     | Benno Schmitz     |
| 3  | Germania (bandiera)  | D     | Dominique Heintz  |
| 4  | Germania (bandiera)  | D     | Timo Hübers       |
| 6  | Germania (bandiera)  | C     | Eric Martel       |
| 7  | Austria (bandiera)   | C     | Dejan Ljubicic    |
| 8  | Germania (bandiera)  | C     | Denis Huseinbašić |
| 9  | Germania (bandiera)  | A     | Luca Waldschmidt  |
| 11 | Austria (bandiera)   | C     | Florian Kainz     |
| 12 | Germania (bandiera)  | P     | Jonas Nickisch    |
| 13 | Germania (bandiera)  | A     | Mark Uth          |
| 15 | Germania (bandiera)  | D     | Luca Kilian       |
| 17 | Kosovo (bandiera)    | D     | Leart Paqarada    |
| 18 | Danimarca (bandiera) | D     | Rasmus Carstensen |
| 20 | Germania (bandiera)  | P     | Philipp Pentke    |

| N. |                        | Ruolo | Calciatore              |
| -- | ---------------------- | ----- | ----------------------- |
| 21 | Germania (bandiera)    | A     | Steffen Tigges          |
| 22 | Danimarca (bandiera)   | C     | Jacob Steen Christensen |
| 23 | Armenia (bandiera)     | A     | Sargis Adamyan          |
| 24 | Germania (bandiera)    | D     | Julian Chabot           |
| 27 | Germania (bandiera)    | A     | Davie Selke             |
| 29 | Germania (bandiera)    | A     | Jan Thielmann           |
| 30 | Germania (bandiera)    | D     | Noah Katterbach         |
| 33 | Germania (bandiera)    | A     | Florian Dietz           |
| 35 | Germania (bandiera)    | D     | Max Finkgräfe           |
| 37 | Germania (bandiera)    | C     | Linton Maina            |
| 38 | Germania (bandiera)    | D     | Elias Bakatukanda       |
| 40 | Germania (bandiera)    | C     | Faride Alidou           |
| 42 | Germania (bandiera)    | A     | Damion Downs            |
| 44 | Germania (bandiera)    | P     | Matthias Köbbing        |
| 45 | Germania (bandiera)    | A     | Justin Diehl            |
| 47 | Lussemburgo (bandiera) | C     | Mathias Olesen          |

## Calciomercato

### Sessione estiva
| Acquisti         | Acquisti                | Acquisti              | Acquisti                   |
| R.               | Nome                    | da                    | Modalità                   |
| ---------------- | ----------------------- | --------------------- | -------------------------- |
| D                | Julian Chabot           | Sampdoria             | definitivo (2,5 milioni €) |
| C                | Jacob Steen Christensen | Nordsjælland          | gratuito                   |
| D                | Leart Paqarada          | St. Pauli             | gratuito                   |
| P                | Philipp Pentke          | Hoffenheim            | gratuito                   |
| P                | Jonas Nickisch          | RB Lipsia             | gratuito                   |
| D                | Dominique Heintz        | Union Berlino         | n.d.                       |
| A                | Luca Waldschmidt        | Wolfsburg             | gratuito                   |
| A                | Faride Alidou           | Eintracht Francoforte | gratuito                   |
| D                | Rasmus Christensen      | Genk                  | gratuito                   |
| Altre operazioni |                         |                       |                            |
| R.               | Nome                    | da                    | Modalità                   |
| C                | Ondrej Duda             | Verona                | fine prestito              |
| P                | Jonas Urbig             | Jahn Ratisbona        | fine prestito              |
| D                | Noah Katterbach         | Amburgo               | fine prestito              |
| A                | Marvin Obuz             | Holstein Kiel         | fine prestito              |

| Cessioni         | Cessioni            | Cessioni              | Cessioni                   |
| R.               | Nome                | a                     | Modalità                   |
| ---------------- | ------------------- | --------------------- | -------------------------- |
| C                | Ondrej Duda         | Verona                | definitivo (2,7 milioni €) |
| C                | Ellyes Skhiri       | Eintracht Francoforte | gratuito                   |
| D                | Kristian Petersen   | Swansea City          | gratuito                   |
| D                | Kingsley Schindler  | Samsunspor            | gratuito                   |
| D                | Nikola Soldo        | Kaiserslautern        | prestito                   |
| A                | Tim Lemperle        | Greuther Fürth        | prestito                   |
| P                | Jonas Urbig         | Greuther Fürth        | prestito                   |
| A                | Marvin Obuz         | Rot-Weiss Essen       | prestito                   |
| Altre operazioni |                     |                       |                            |
| R.               | Nome                | da                    | Modalità                   |
| D                | Jonas Hector        |                       | ritiro                     |
| P                | Timo Horn           |                       | svincolato                 |
| A                | Sebastian Andersson |                       | svincolato                 |
| D                | Julian Chabot       | Sampdoria             | fine prestito              |

### Sessione invernale
| Acquisti         | Acquisti         | Acquisti         | Acquisti         |
| R.               | Nome             | da               | Modalità         |
| Altre operazioni | Altre operazioni | Altre operazioni | Altre operazioni |
| R.               | Nome             | da               | Modalità         |
| ---------------- | ---------------- | ---------------- | ---------------- |

| Cessioni         | Cessioni         | Cessioni      | Cessioni |
| R.               | Nome             | a             | Modalità |
| ---------------- | ---------------- | ------------- | -------- |
| D                | Dīmītrīs Līmnios | Panathīnaïkos | gratuito |
| D                | Noah Katterbach  | Amburgo       | prestito |
| C                | Mathias Olesen   | Yverdon       | prestito |
| Altre operazioni |                  |               |          |
| R.               | Nome             | da            | Modalità |

## Risultati

### Bundesliga

#### Girone di andata
| Arbitro: | Aytekin (Oberasbach) |

|           |           |  |
| Malen 88’ | Marcatori |  |

| Arbitro: | Jöllenbeck (Friburgo in Brisgovia) |

|                 |           |               |
| Waldschmidt 55’ | Marcatori | 62’, 72’ Wind |

| Arbitro: | Badstübner (Norimberga) |

|              |           |                  |
| Nkounkou 87’ | Marcatori | 43’ (rig.) Kainz |

| Arbitro: | Siebert (Berlino) |

|           |           |                                      |
| Selke 61’ | Marcatori | 1’ Kramarić 28’ Grillitsch 52’ Beier |

| Arbitro: | Dankert (Rostock) |

|                       |           |           |
| Borré 38’ Njinmah 67’ | Marcatori | 31’ Selke |

| Arbitro: | Stieler (Amburgo) |

|  |           |                |
|  | Marcatori | 68’, 88’ Undav |

| Arbitro: | Zwayer (Berlino) |

|                                          |           |  |
| J. Hofmann 22’ Frimpong 32’ Boniface 67’ | Marcatori |  |

| Arbitro: | Aytekin (Oberasbach) |

|                                               |           |            |
| Kainz 9’ (rig.), 76’ (rig.) Waldschmidt 90+1’ | Marcatori | 63’ Elvedi |

| Arbitro: | Brand (Unterspiesheim) |

|                                                                          |           |  |
| Werner 15’ (rig.) Openda 40’, 45+3’ Raum 43’ Šeško 88’ Baumgartner 90+1’ | Marcatori |  |

| Arbitro: | Dingert (Lebecksmühle) |

|           |           |           |
| Maina 16’ | Marcatori | 25’ Tietz |

| Arbitro: | Jöllenbeck (Friburgo in Brisgovia) |

|              |           |           |
| Daschner 25’ | Marcatori | 54’ Selke |

| Arbitro: | Fritz (Korb) |

|  |           |          |
|  | Marcatori | 20’ Kane |

| Arbitro: | Ittrich (Amburgo) |

|  |           |           |
|  | Marcatori | 60’ Selke |

| Colonia 10 dicembre 2023, ore 17:30 CET 14ª giornata | Colonia                | 0 – 0 referto | Magonza | RheinEnergieStadion (50 000 spett.)\| Arbitro: \| Willenborg (Osnabrück) \| |
| Arbitro:                                             | Willenborg (Osnabrück) |               |         |                                                                             |

| Arbitro: | Osmers (Hannover) |

|                              |           |  |
| Gregoritsch 72’ Sallai 90+5’ | Marcatori |  |

| Arbitro: | Aytekin (Oberasbach) |

|                           |           |  |
| Hollerbach 55’ Fofana 78’ | Marcatori |  |

| Arbitro: | Zwayer (Berlino) |

|           |           |          |
| Selke 29’ | Marcatori | 55’ Beck |

#### Girone di ritorno
| Arbitro: | Schlager (Hügelsheim) |

|  |           |                                                  |
|  | Marcatori | 12’, 61’ Malen 58’ (rig.) Füllkrug 90+2’ Moukoko |

| Arbitro: | Storks (Ramsdorf) |

|             |           |            |
| Paredes 40’ | Marcatori | 38’ Alidou |

| Arbitro: | Gerach (Landau) |

|                          |           |  |
| Alidou 68’ Thielmann 80’ | Marcatori |  |

| Arbitro: | Dingert (Lebecksmühle) |

|                |           |               |
| Kramarić 90+4’ | Marcatori | 79’ Finkgräfe |

| Arbitro: | Siebert (Berlino) |

|  |           |             |
|  | Marcatori | 70’ Njinmah |

| Arbitro: | Ittrich (Amburgo) |

|            |           |            |
| Millot 53’ | Marcatori | 63’ Martel |

| Arbitro: | Stieler (Amburgo) |

|  |           |                           |
|  | Marcatori | 38’ Frimpong 73’ Grimaldo |

| Arbitro: | Zwayer (Berlino) |

|                           |           |                          |
| Honorat 32’ Hack 71’, 73’ | Marcatori | 7’, 64’ Alidou 79’ Downs |

| Arbitro: | Badstübner (Norimberga) |

|             |           |                                                            |
| Adamyan 18’ | Marcatori | 15’ Xavi Simons 63’, 67’ Openda 70’ Haidara 82’ Y. Poulsen |

| Arbitro: | Storks (Ramsdorf) |

|           |           |           |
| Maier 18’ | Marcatori | 33’ Selke |

| Arbitro: | Welz (Wiesbaden) |

|                                |           |              |
| Tigges 90+1’ Waldschmidt 90+2’ | Marcatori | 53’ Passlack |

| Arbitro: | Willenborg (Osnabrück) |

|                               |           |  |
| R. Guerreiro 65’ Müller 90+3’ | Marcatori |  |

| Arbitro: | Jöllenbeck (Friburgo in Brisgovia) |

|  |           |                            |
|  | Marcatori | 57’ Klarer 90’ Vilhelmsson |

| Arbitro: | Brand (Unterspiesheim) |

|              |           |                    |
| Barreiro 29’ | Marcatori | 90+8’ (rig.) Kainz |

| Colonia 4 maggio 2024, ore 18:30 CEST 32ª giornata | Colonia          | 0 – 0 referto | Friburgo | RheinEnergieStadion (50 000 spett.)\| Arbitro: \| Storks (Rasdorf) \| |
| Arbitro:                                           | Storks (Rasdorf) |               |          |                                                                       |

| Arbitro: | Aytekin (Oberasbach) |

|                                         |           |                               |
| Kainz 45’ (rig.) Tigges 87’ Downs 90+3’ | Marcatori | 15’ Knoche 19’ (rig.) Volland |

| Arbitro: | Welz (Wiesbaden) |

|                                     |           |            |
| Dinkçi 16’, 22’ Sessa 36’ Beste 78’ | Marcatori | 64’ Tigges |

### DFB-Pokal
| Arbitro: | Badstübner (Norimberga) |

|              |           |                                    |
| Makridis 73’ | Marcatori | 43’ Schmitz 93’ Adamyan 96’ Chabot |

| Arbitro: | Jablonski (Brema) |

|                                   |           |                       |
| Tachie 19’ Redondo 47’ Ritter 65’ | Marcatori | 71’ Thielmann 81’ Uth |

## Statistiche finali

### Statistiche di squadra
| Competizione      | Punti | In casa | In casa | In casa | In casa | In casa | In casa | In trasferta | In trasferta | In trasferta | In trasferta | In trasferta | In trasferta | Totale | Totale | Totale | Totale | Totale | Totale | DR  |
| Competizione      | Punti | G       | V       | N       | P       | Gf      | Gs      | G            | V            | N            | P            | Gf           | Gs           | G      | V      | N      | P      | Gf     | Gs     | DR  |
| ----------------- | ----- | ------- | ------- | ------- | ------- | ------- | ------- | ------------ | ------------ | ------------ | ------------ | ------------ | ------------ | ------ | ------ | ------ | ------ | ------ | ------ | --- |
| Bundesliga        | 27    | 17      | 4       | 4       | 9       | 15      | 28      | 17           | 1            | 8            | 9            | 13           | 32           | 34     | 5      | 12     | 17     | 28     | 60     | -32 |
| Coppa di Germania | -     | -       | -       | -       | -       | -       | -       | 2            | 1            | 0            | 1            | 5            | 4            | 2      | 1      | 0      | 1      | 5      | 4      | +1  |
| Totale            | -     | 17      | 4       | 4       | 9       | 15      | 28      | 19           | 2            | 8            | 9            | 18           | 36           | 36     | 6      | 12     | 18     | 33     | 64     | -31 |

### Andamento in campionato
| Giornata  | 1  | 2  | 3  | 4  | 5  | 6  | 7  | 8  | 9  | 10 | 11 | 12 | 13 | 14 | 15 | 16 | 17 | 18 | 19 | 20 | 21 | 22 | 23 | 24 | 25 | 26 | 27 | 28 | 29 | 30 | 31 | 32 | 33 | 34 |
| --------- | -- | -- | -- | -- | -- | -- | -- | -- | -- | -- | -- | -- | -- | -- | -- | -- | -- | -- | -- | -- | -- | -- | -- | -- | -- | -- | -- | -- | -- | -- | -- | -- | -- | -- |
| Luogo     | T  | C  | T  | C  | T  | C  | T  | C  | T  | C  | T  | C  | T  | C  | T  | T  | C  | C  | T  | C  | T  | C  | T  | C  | T  | C  | T  | C  | T  | C  | T  | C  | C  | T  |
| Risultato | P  | P  | N  | P  | P  | P  | P  | V  | P  | N  | N  | P  | V  | N  | P  | P  | N  | P  | N  | V  | N  | P  | N  | P  | N  | P  | N  | V  | P  | P  | N  | N  | V  | P  |
| Posizione | 13 | 15 | 14 | 16 | 16 | 17 | 18 | 16 | 17 | 18 | 17 | 18 | 15 | 16 | 16 | 17 | 17 | 17 | 16 | 16 | 16 | 16 | 16 | 16 | 16 | 17 | 17 | 17 | 17 | 17 | 17 | 17 | 17 | 17 |

Fonte:  Bundesliga - Tabelle, su bundesliga.com.
Legenda:

Luogo: C = Casa; T = Trasferta. Risultato: V = Vittoria; N = Pareggio; P = Sconfitta.